# WASP-31
WASP-31 — звезда в созвездии Чаши. Находится на расстоянии приблизительно 1305 световых лет от Солнца. Вокруг звезды обращается, как минимум, одна планета.

## Характеристики
WASP-31 была открыта с помощью орбитальной обсерватории Hipparcos в ходе проекта Tycho. Официальное открытие звезды было совершено 1997 году в рамках публикации каталога Tycho. Наименование звезды в этом каталоге — TYC 6087-1053-1. В настоящий момент более распространено наименование WASP-31, данное командой исследователей из проекта SuperWASP.
WASP-31 представляет собой звезду главной последовательности 11,7 видимой звёздной величины. Она имеет массу и радиус, равные 1,15 и 1,2 солнечных соответственно. По астрономическим меркам это довольно молодая звезда: её возраст оценивается менее, чем в 1 миллиард лет.

## Планетная система
В 2010 году группой астрономов, работающих в рамках программы SuperWASP, было объявлено об открытии планеты WASP-31 b в системе. Это горячий газовый гигант с низкой плотностью, обращающийся очень близко к родительской звезде. Эффективная температура планеты оценивается в 1568 кельвинов. Открытие планеты было совершено транзитным методом.